# هارييت وليامز راسيل سترونغ
هارييت وليامز راسيل سترونغ (بالإنجليزية: Harriet Williams Russell Strong)‏ (و. 1844 – 1926 م) هي فلاحة، ومخترِعة، ونسوية أمريكية، ولدت في بوفالو، نيويورك، توفيت في مقاطعة لوس أنجلوس، عن عمر يناهز 82 عاماً، بسبب حادث مرور.

## جوائز
حصلت على جوائز منها:
- القاعة الوطنية للمخترعين المشاهير (2016)[2]
- قاعة الشهرة الوطنية للمرأة (2001).[5]